# Signalling Transfer Point
Ein Signalling Transfer Point (STP) ist ein zentraler Vermittlungsknoten für Signalisierungsverkehr. 
In den heute allgemein üblichen digitalen Telefonnetzen und in Mobilfunknetzen werden Sprachsignale und Signalisierungsinformationen in unterschiedlichen Teilnetzen übertragen. Im Teilnetz für die Sprachübertragung sind Vermittlungsstellen (Festnetz) beziehungsweise Mobile-services Switching Centre (Mobilfunknetz) die zentralen Vermittlungsknoten. Im Teilnetz für den Signalisierungsverkehr sind dies die Signalling Transfer Points.

## Position im Signalisierungsnetz

Position der STP im Festnetz

Position der STP im Mobilfunknetz

Signalisierungsnetze werden meist sternförmig aufgebaut, mit STPs im Zentrum des Netzes. Somit besitzen die STPs Signalisierungsverbindungen zu allen zentralen Netzelementen des Netzes und verwalten auch den Signalisierungsverkehr an Netzübergängen zu anderen Netzen. 
- Im Festnetz sind vor allem an STPs angeschlossen:

Vermittlungsstellen des Fernnetzes (VE:F),
Netzübergänge (VE:N, VE:A, STPs der Nachbarnetze)
Netzelemente mit zentralen Funktionen für das Gesamtnetz, z. B. Service Control Points (SCP)
- In Mobilfunknetzen sind an STPs angeschlossen:

alle Mobile-services Switching Centres (MSC)
Signalisierungsnetzübergänge zu anderen Netzen
alle Home Location Registers (HLR)
alle Serving GPRS Support Nodes (SGSN)
Service-Knoten, z. B. Service Control Points (SCP), Short Message Service Centre (SMS-SC)

## Protokolle
Der Datenaustausch zu anderen Netzelementen erfolgt auf Basis von Signalisierungsprotokollen, meist wird das Signalling System 7-Protokoll verwendet.
Mit dem Aufkommen der IP-Telefonie wird auch die Unterstützung von Signalisierung über das Internet Protocol erforderlich. Neuere STPs unterstützen Protokolle für SS7-over-IP (SIGTRAN) wie M2PA, M3UA und SUA. Diese Protokolle ersetzen die unteren Signalisierungsebenen (MTP und teilweise SCCP). Die oberen Ebenen, wie MAP oder CAMEL bleiben davon unbeeinflusst. 
Protokolle zur (Sprach-)Kanal oder Stream-Verwaltung wie BICC, Megaco, SIP werden von STPs bisher nicht aktiv unterstützt. Die entsprechenden Informationen werden lediglich mit Hilfe von SIGTRAN weitervermittelt.

## Aufgaben
Aufgabe des STPs ist es, Signalisierungsnachrichten zu analysieren und weiterzuleiten. So wird zum Beispiel der gesamte Gesprächsaufbau und -abbau über Signalisierungsinformationen gesteuert. Aufgabe des STPs ist unter anderem
- Rufnummernauswertung und Routing der Signalisierungsnachrichten in Richtung des gewählten Teilnehmers (Weiterleitung an Zielvermittlungsstelle/Ziel-MSC beziehungsweise Netzübergang)
- Abfragen in Teilnehmerdatenbanken, zu welchem Netzbetreiber ein Teilnehmer gehört.
- In Mobilfunknetzen: Weiterleiten der Teilnehmerdaten vom HLR an das VLR des Ziel-MSC
- Weiterleiten der Signalisierungsnachrichten zum Durchschalten bzw. Trennen von Sprachkanälen
- Weiterleiten von Service-Anfragen und Anfragen zu Sonderrufnummern (wie 0180, 0800, 0900)
- Global Title Translation im SCCP-Layer, damit die Signalisierungsnachrichten, welche in diesem Layer End-to-End übertragen werden, zum richtigen Pointcode weiter geroutet werden.
- Signaling Gateway Funktionen ermöglichen die Umwandlung von SS7 auf E1 Links zu SS7oIP.
- Filterfunktionen ermöglichen, gewisse Typen von Signalisierungsnachrichten bei Bedarf zu verhindern oder zurückzuweisen.

Nahezu alle Funktionen, die zur Benutzung des Telefonnetzes bzw. Mobilfunknetzes erforderlich sind, laufen über das Signalisierungsnetz und damit über die STPs. Ein kompletter STP-Ausfall würde bedeuten, dass niemand mehr telefonieren kann, denn dann könnte kein Telefongespräch mehr begonnen oder beendet werden. 
Deshalb werden sehr hohe Anforderungen an die Zuverlässigkeit der STPs gestellt. In der Regel werden STPs jeweils paarweise in active/active-Konfiguration aufgestellt. Das heißt, beide STPs eines Paares sind aktiv und behandeln jeweils die Hälfte der anfallenden Nachrichten. Die STPs sind aber so dimensioniert, dass einer jeweils den gesamten Verkehr übernehmen könnte. Bei Ausfall eines STPs kann der andere den Verkehr sofort übernehmen. Das SS7-Protokoll stellt für diesen Fall sicher, dass keine Nachrichten verloren gehen.